# White Rabbit (Lost)
White Rabbit este un episod al serialului de televiziune Lost, sezonul 1.